# حضن الفلفل (حرض)

تعديل مصدري - تعديل

حضن الفلفل هي إحدى قرى عزلة الشعاب بمديرية حرض التابعة لمحافظة حجة، بلغ تعداد سكانها 188 نسمة حسب تعداد اليمن لعام 2004.